# Baie des Ha! Ha! (Côte-Nord)
Pour les articles homonymes, voir Baie des Ha! Ha!.
La baie des Ha! Ha! est située dans la municipalité de Gros-Mécatina, dans la MRC de Le Golfe-du-Saint-Laurent, sur la rive nord du golfe du Saint-Laurent, dans la région administrative de la Côte-Nord dans l'Est du Québec au Canada.

## Géographie
La baie des Ha! Ha! est située du côté nord du village de La Tabatière et de Baie-Rouge.
L'entrée de la baie des Ha! Ha! est barrée par les îles Rouge, Saint-Esprit, Ronde, Fecteau (la plus grande) et les Îlets Robertson. À l'intérieur de la baie, les principales îles sont: Jacobs et Woody. La baie des Ha! Ha! est interreliée dans son pourtour à des baies secondaires et de pointes (selon le sens horaire en partant de l'embouchure de la baie): havre aux Poissons, Pointe Seal, Baie de la Terre, Cap High, Anse Bastien, Anse Guillemette, Pointe du Sorcier, Pointe de la Rivière, rivière Véco, Baie Shoal, Baie Betty et Pointe Juniper (rive nord-est). La rivière draine les eaux du lac Robertson, du lac Charles et du lac Blais.
La baie des Ha! Ha! est surtout alimentée par la rivière Véco qui draine les eaux du lac Robertson, du lac Charles et du lac Blais. Le lieu-dit "Half Way Cabin" est situé au fond d'une baie face à l'Île Woody.

## Toponymie
Le terme Ha! Ha! ne relève nullement de l'onomatopée triviale, mais probablement d'une altération d'un toponyme montagnais quasiment imprononçable en français qui signifie en algonquin lieu où on échange de l'écorce. D'autres linguistes pensent à une possible dérivation du terme français haha signifiant obstacle inattendu sur un chemin.
La baie des Ha! Ha! a donné son nom au village de Baie-des-Ha! Ha! qui fait aujourd'hui partie de la municipalité de Gros-Mécatina.
Le terme "baie des Ha! Ha!" a été officialisé le 5 décembre 1968 à la Commission de toponymie du Québec.

### Source en ligne
- Commission de toponymie du Québec